# Корскі
Корскі (ест. Korski), також Горушка, Калдве, Калдвере, Коорускі, Корускі — село в Естонії, входить до складу волості Меремяе, повіту Вирумаа.